# Pseudodiaptomus americanus
Pseudodiaptomus americanus är en kräftdjursart som beskrevs av Wright 1937. Pseudodiaptomus americanus ingår i släktet Pseudodiaptomus och familjen Pseudodiaptomidae. Inga underarter finns listade i Catalogue of Life.